# 台北捷運環狀線先導公車
台北捷運環狀線先導公車為台北捷運環狀線之捷運先導公車路線，目前由大都會客運與首都客運聯營，2011年12月19日闢駛。本線於2014年12月獲配新北市公車路線編號「982」，自2015年1月1日正式使用。大都會客運車輛提供USB充電服務。

## 路線基本資料
目前營運模式分為普通車、區間車、直達車三種路線。自新莊調度站發車，起點為行政院新莊聯合辦公大樓。

### 普通車
行經新北產業園區、捷運新埔站、板橋公車站（板橋車站）、捷運景安站、南勢角、秀朗橋，終點為捷運大坪林站。採兩段票收費，緩衝區為捷運新埔站至正隆廣場。
| 论 编 | 台北捷運環狀線先導公車（新北產業園區 ↔ 捷運大坪林站） |  |
| |                                                       |  |
| 新莊站 - （行政院新莊聯合辦公大樓(榮華) →）（行政院新莊聯合辦公大樓(中央路)→）（行政院新莊聯合辦公大樓(中平路)←）機場捷運A4新莊副都心站(中央路) - 中港大排願景館 - 勞工活動中心 - 工商展覽中心 - 世翔 - 政錩汽車 - 標準廠房 - 管理中心 - 機場捷運A3新北產業園區站 （→ 五工新北大道路口）（← 思源新北大道路口）（← 思源福德二街口 ← 思源中原路口 ←）（ 頭前國中(思源路口) →） 幸福路口 - 仁義里 - 思源復興路口 - 臺北醫院 （→ 捷運頭前庄站(思源路) ）- 捷運新埔站* -（板橋花市 ← ）致理科技大學 - 中山國中（此站不停靠） -（板橋車站(文化路)←） 板橋公車站(捷運板橋站)** - 新北市政府(中山路) - 中山漢生路口 - 中山路口 - 正隆廣場 - 員山路口 - 中和戶政(員山辦事處) - 國際科學園區 -（微星科技→ 中和保養廠 →）連和里 - （福真里 ←）一江新村 - 中和農會 - 泰和街 - 中和區公所(景平路) - 南華路口 - 捷運景安站(景平路)- 中和教會 （← 東森廣場 ）（南勢角 →） 景平路大勇街口 - 景平路景德街口 -（尖山腳 ←）秀山里 - 莊敬中學 - 復興路口（← 江陵二村 ← 順安街）→ 慈濟醫院 → 民權工業區 → 民權路口 → 捷運大坪林站（返程往順安街） |                                                       |  |
| → 僅去程停靠， ← 僅回程停靠， ─ 雙邊停靠 緩衝區：捷運新埔站—正隆廣場 *往新店方向請至一號出口候車；往新莊方向請至五號出口候車 **往新店方向請至第一月台候車；往新莊方向請至第四月台候車 |                                                       |  |

### 區間車
自過大漢橋後至訖站捷運新埔站終止，採一段票收費。
| 论 编 | 台北捷運環狀線先導區間公車（新莊 ↔ 府中） |  |
| |                                           |  |
| （行政院新莊聯合辦公大樓(榮華) →）- （行政院新莊聯合辦公大樓(中央路)→）-（行政院新莊聯合辦公大樓(中平路)←）- 捷運新莊副都心站(中央路) - 中港大排願景館 - 勞工活動中心 - 工商展覽中心 - 世翔 - 政錩汽車 - 標準廠房 - 管理中心 - 捷運新北產業園區站 - 五工新北大道路口（← 思源福德二街口 ← 思源中原路口 ←）（→ 頭前國中(思源路口) →） - 幸福路口 - 仁義里 - 思源復興路口 - 臺北醫院 （→ 捷運頭前莊站(思源路) ）- 捷運新埔站 -（板橋花市 ← ） - 致理科技大學 - 中山國中（此站不停靠） - 板橋車站(文化路) - （板橋公車站(捷運板橋站)←）- 萬坪公園 - 板橋區公所(捷運府中站) |                                           |  |
| → 僅去程停靠， ← 僅回程停靠， ─ 雙邊停靠 |                                           |  |

### 直達車
於2014年1月15日闢駛，於例假日停駛，主要目的為便利上、下班時段快速通勤。
- 分兩種路線[3]：
  - 直達車：行駛於行政院新莊聯合辦公大樓與捷運大坪林站間。採兩段票收費，分段點為捷運新埔站。
  - 直達區間車：行駛於行政院新莊聯合辦公大樓與捷運新埔站間。採一段票收費。

| 论 编 | 台北捷運環狀線先導直達公車（捷運大坪林站 ↔ 行政院新莊聯合辦公大樓） |  |
| |                                                                     |  |
| 捷運大坪林站 - 捷運景安站 - 捷運新埔站(捷運新埔站在直達區間車爲終點站) - （臺北醫院←）（→捷運頭前庄站 →） - 行政院新莊聯合辦公大樓(榮華) |                                                                     |  |
| → 僅去程停靠， ← 僅回程停靠， ─ 雙邊停靠 分段點：捷運新埔站                                                                              |                                                                     |  |

### 轉乘站點
- 桃園捷運機場線[5]新莊副都心站。
- 桃園捷運機場線[6]、台北捷運環狀線新北產業園區站。
- 台北捷運環狀線幸福站。
- 台北捷運中和新蘆線/環狀線頭前站。（往大坪林方向單邊停靠）
- 台北捷運板南線新埔站[7]。
- 台北捷運板南線/環狀線板橋站、台鐵縱貫線板橋車站、高鐵板橋車站。
- 台北捷運環狀線板新站。
- 台北捷運環狀線中原站。
- 台北捷運環狀線橋和站。
- 台北捷運環狀線/萬大線[8]中和站。
- 台北捷運板南線府中站。
- 台北捷運中和新蘆線/環狀線景安站。
- 台北捷運環狀線景平站。
- 台北捷運環狀線秀朗橋站。
- 台北捷運松山新店線/環狀線大坪林站。

## 歷史
- 初通車時起訖站為新莊區中港站至新店區捷運大坪林站。沿途停靠站依序為中港站－幸福路口－思源路口－板橋公車站－中山路口－正隆廣場－國際科學園區－中和保養廠－連和里(返程：福真里)－捷運景安站－南勢角(返程：經建新村)－聯興新村－秀山里－慈濟醫院－捷運大坪林站，共十六站；初始上路一個月內免費搭乘，爾後變成上下班特定時段（上午五點半到七點、下午五到六點『由新莊站發車之車次』）持悠遊卡、一卡通、愛金卡免費。[9]
- 由於載客量未如預期，新北市政府交通局於2012年3月19日在原本十六站外增設三十站，並將首站從新莊中港站延駛4公里到新莊區中華路（新莊副都心重劃區）並繞駛至五股區的新北產業園區內，之後運量逐漸增加。
- 為利乘客辨識，新北市相關捷運先導公車路線皆增列編號；環狀線先導公車於2015年1月1日新增加路線編號「982」。
- 2025年3月26日起獲配14輛華德電動低地板新車(EAL-2286~EAL-2287、EAL-2289~EAL-2298、EAL-2300、EAL-5901~EAL-5902)

## 歷史車輛照片集

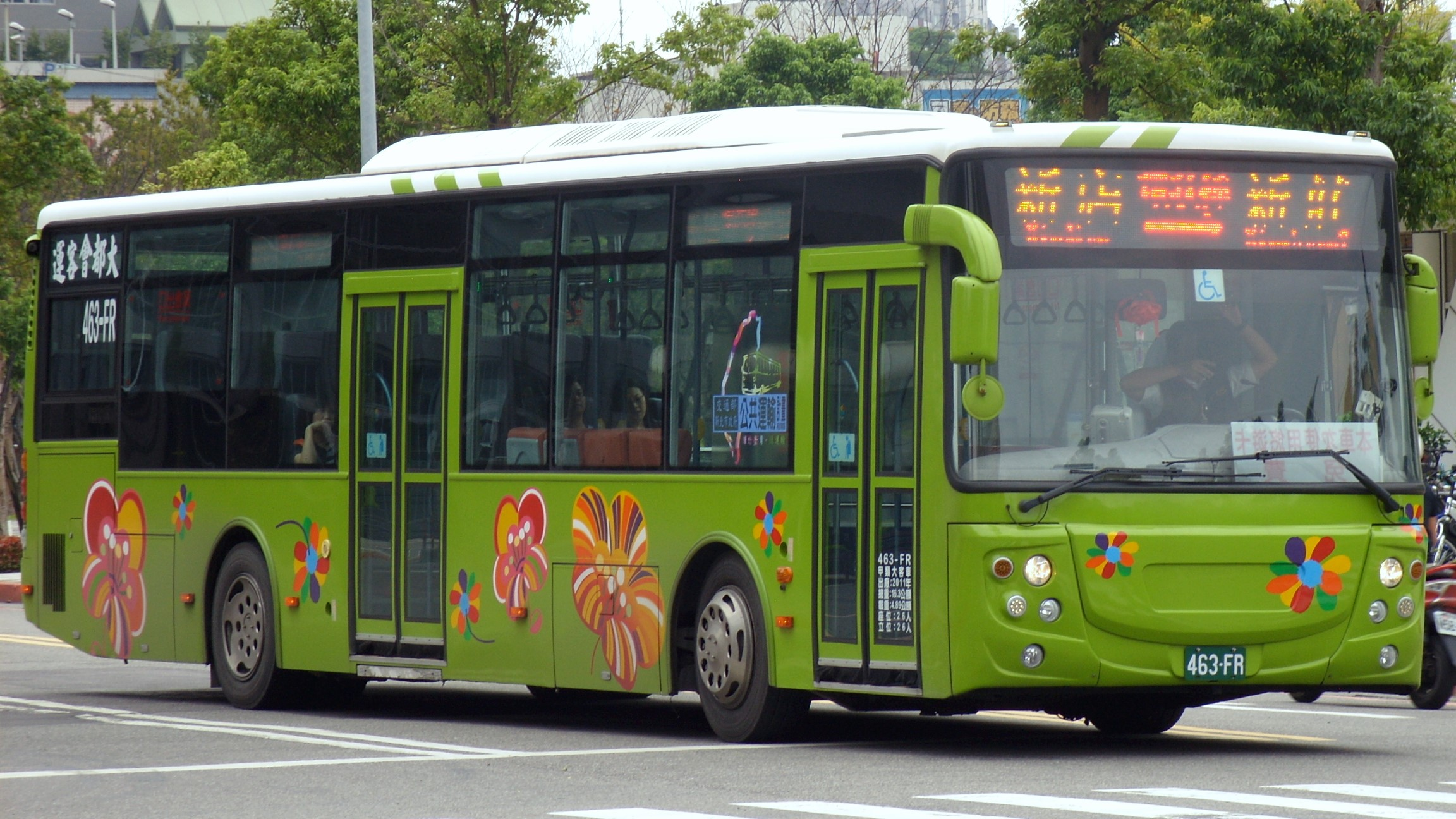
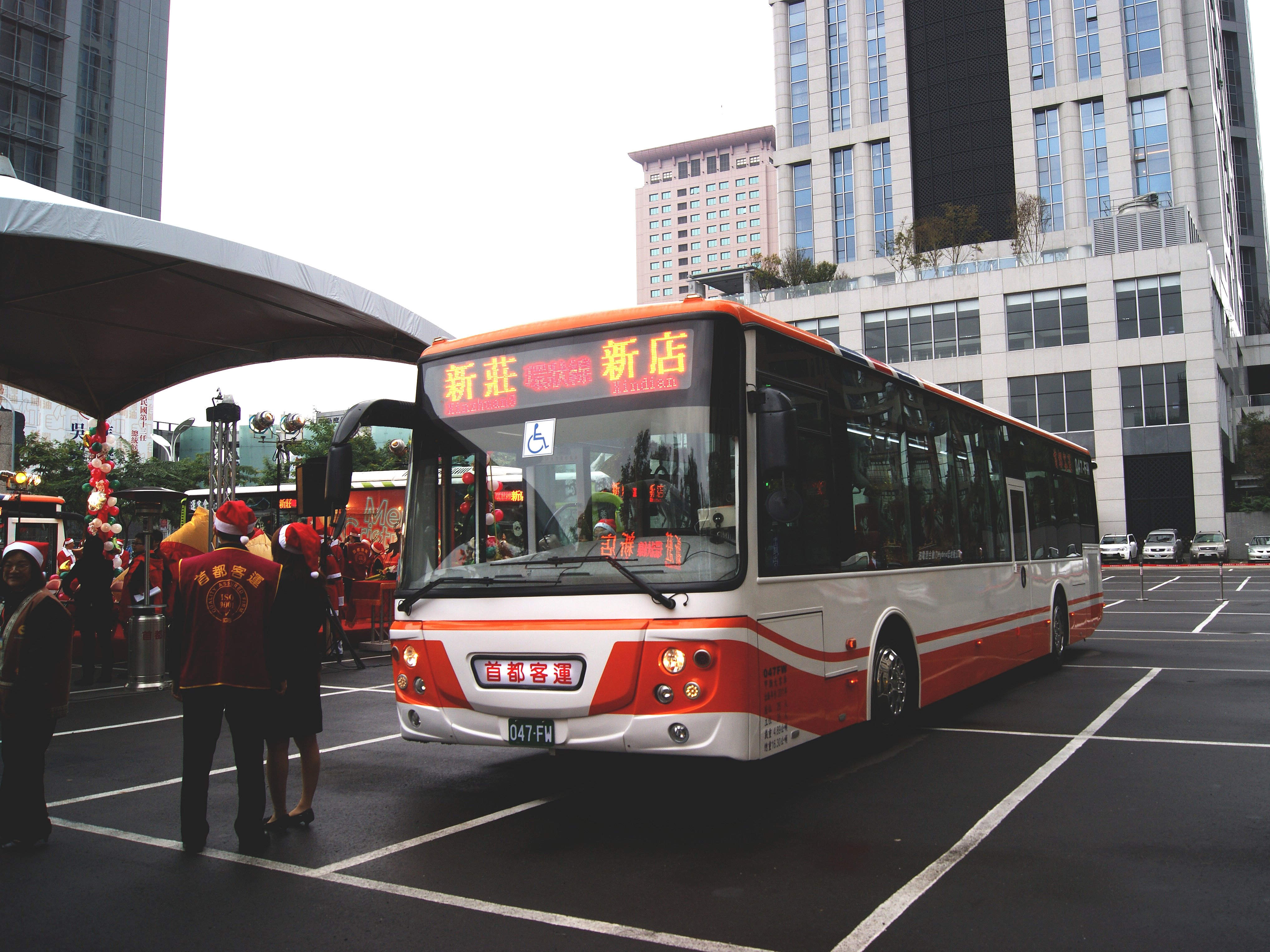
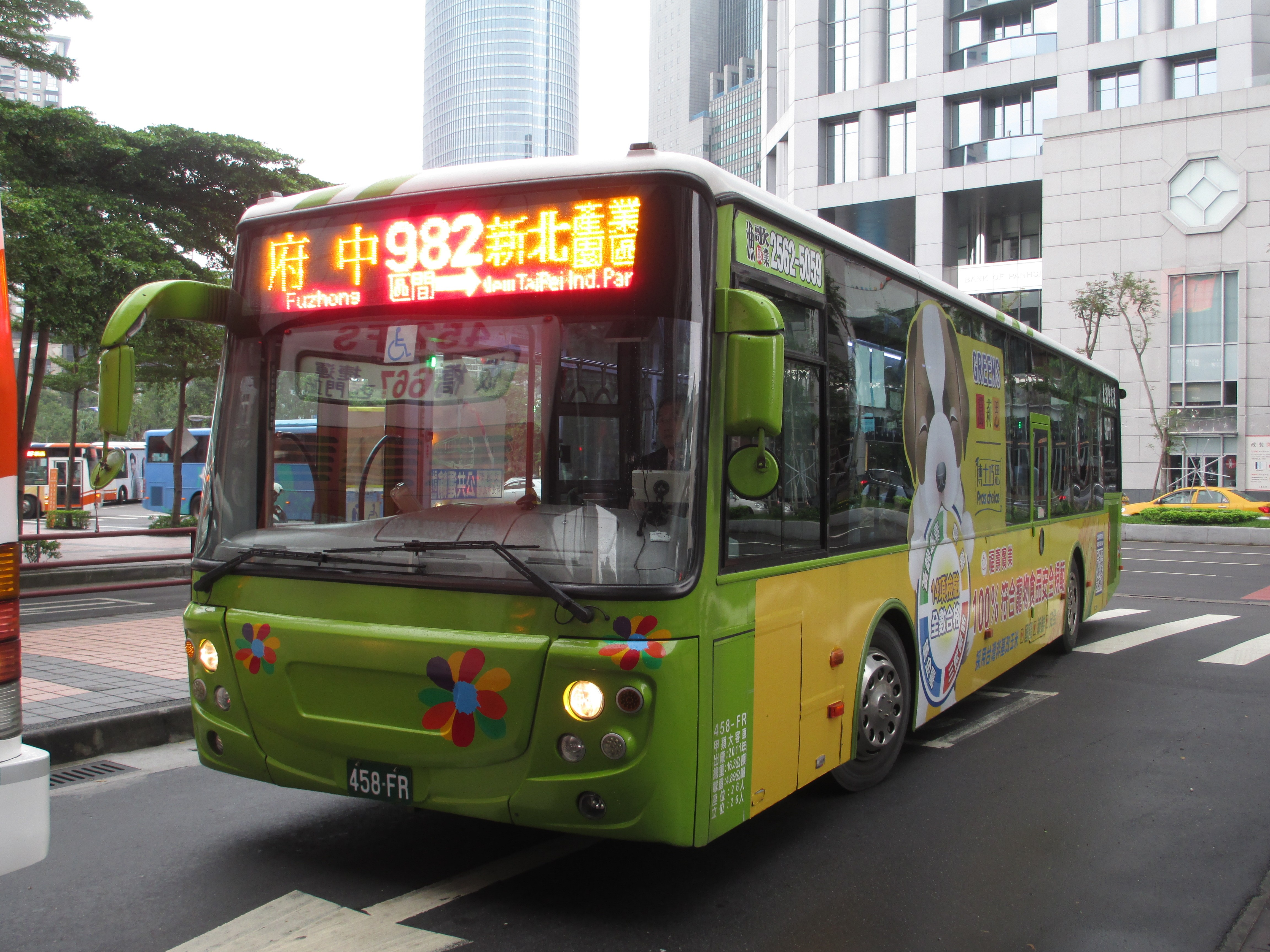
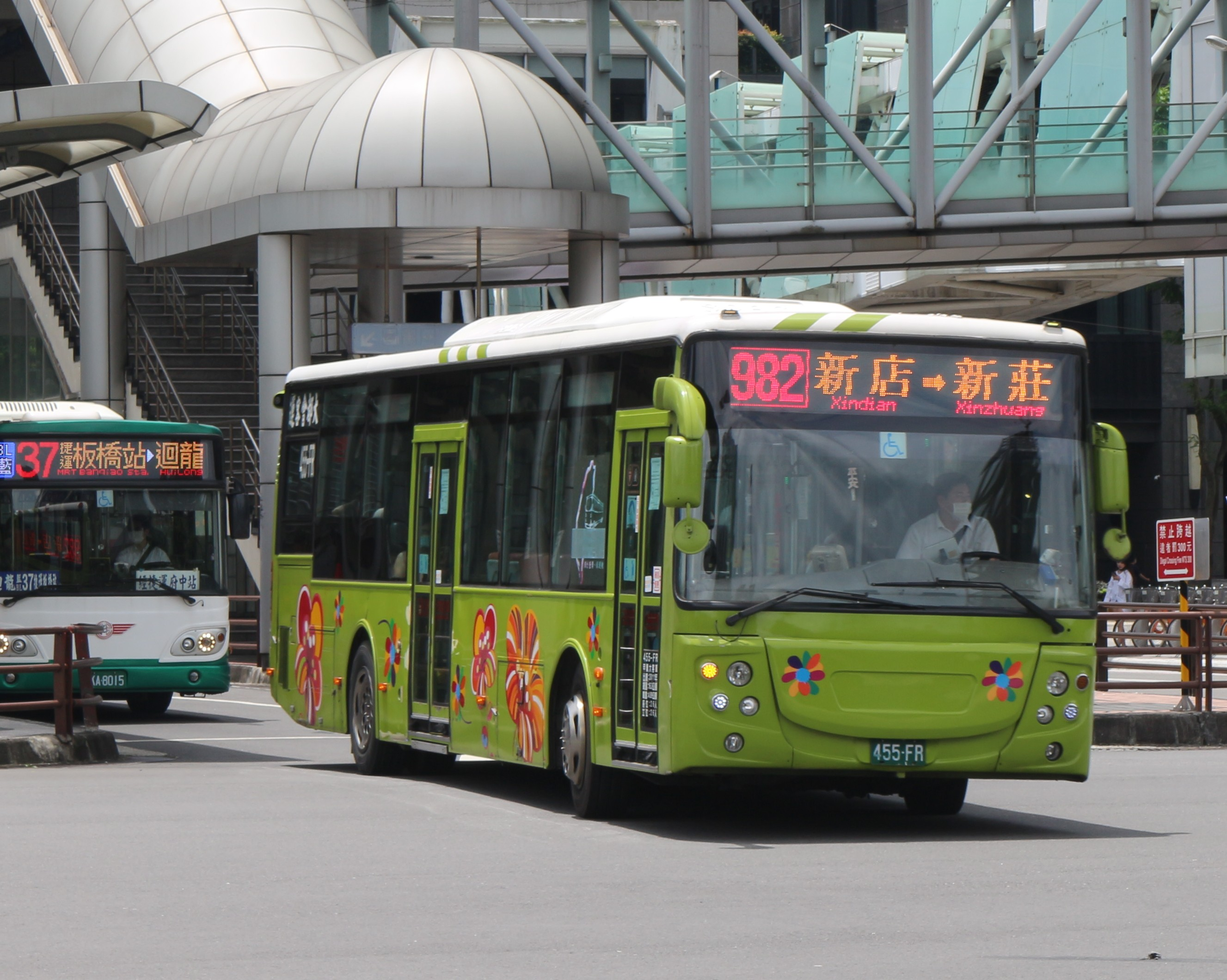
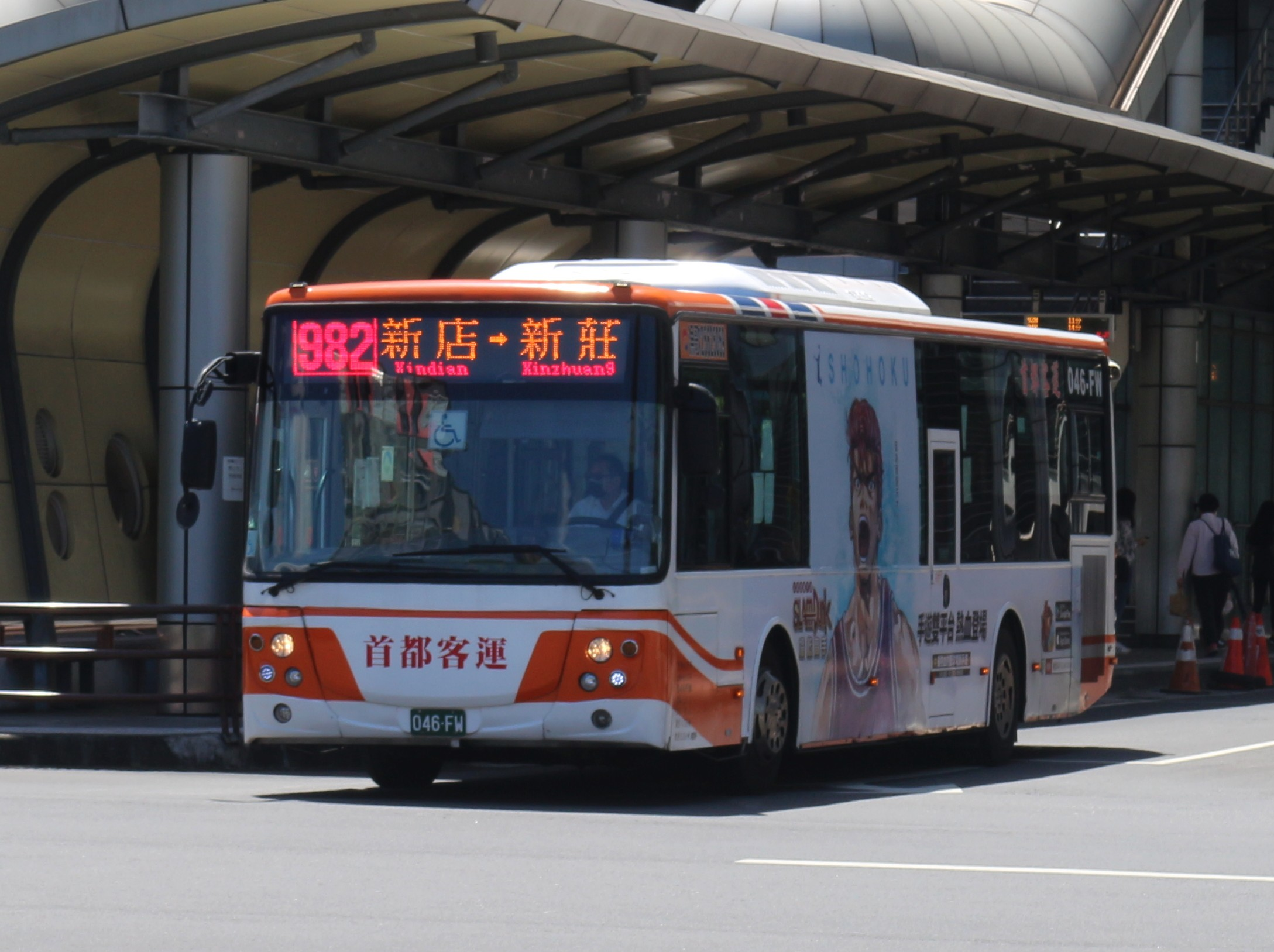
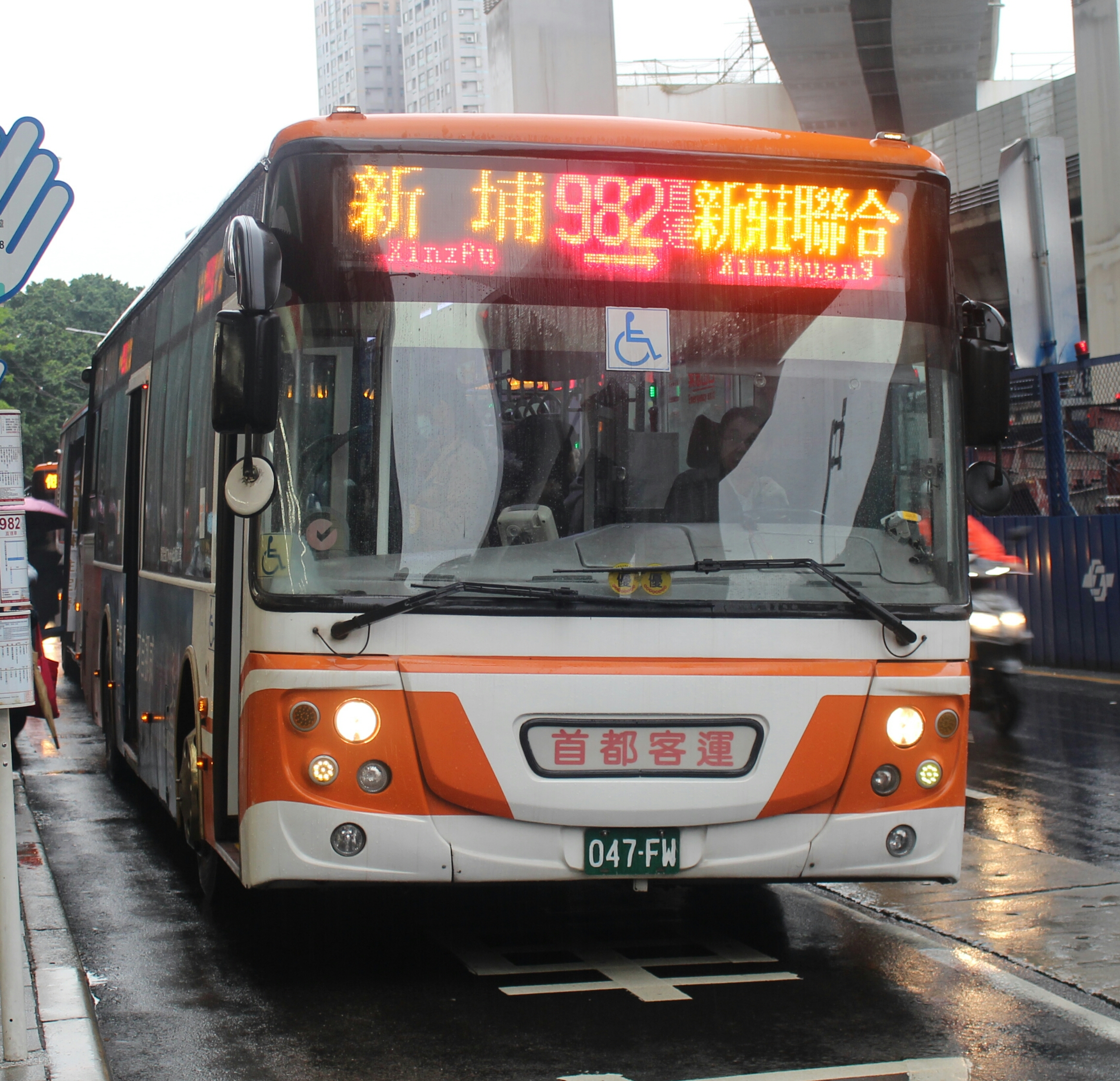
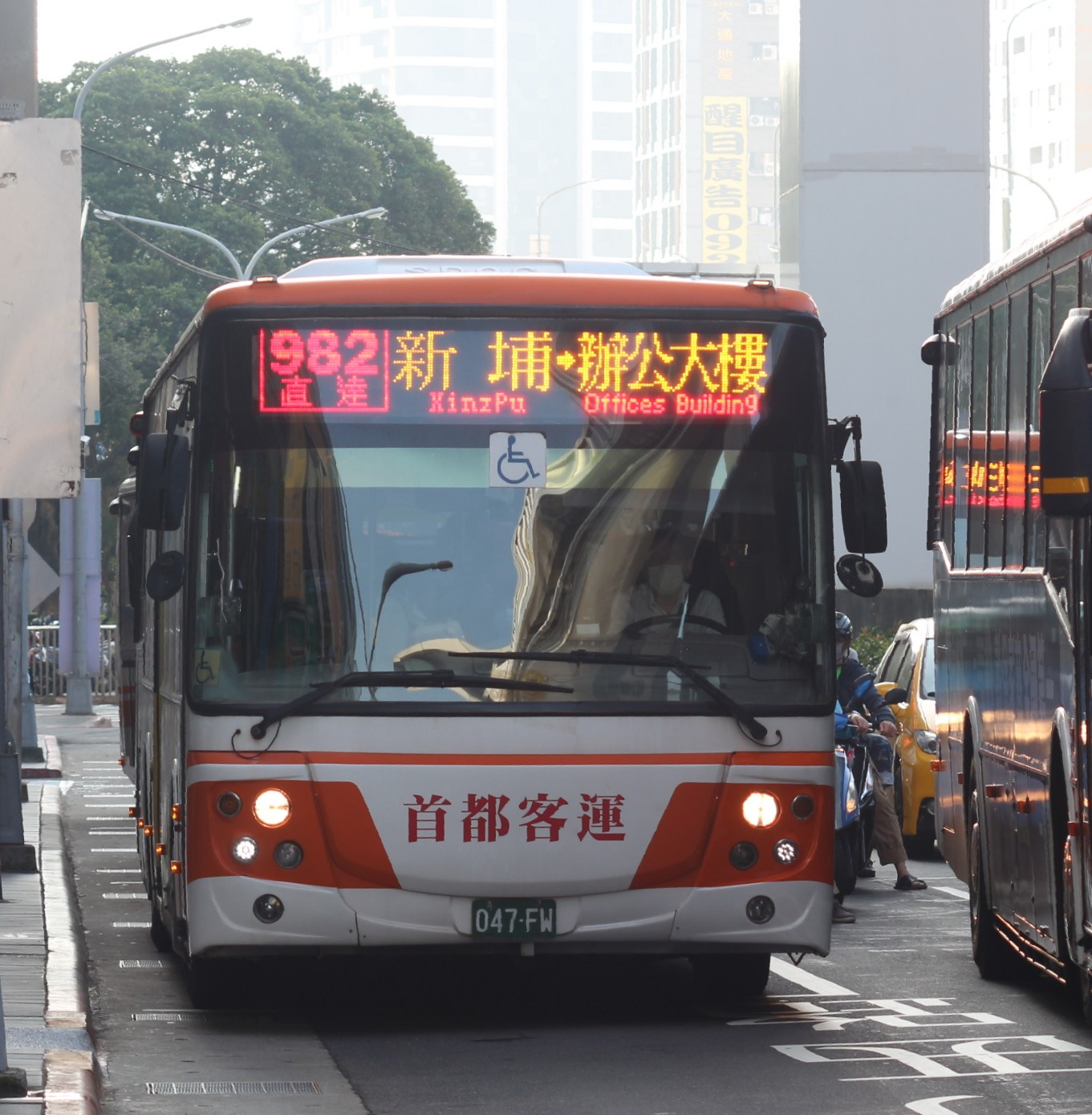
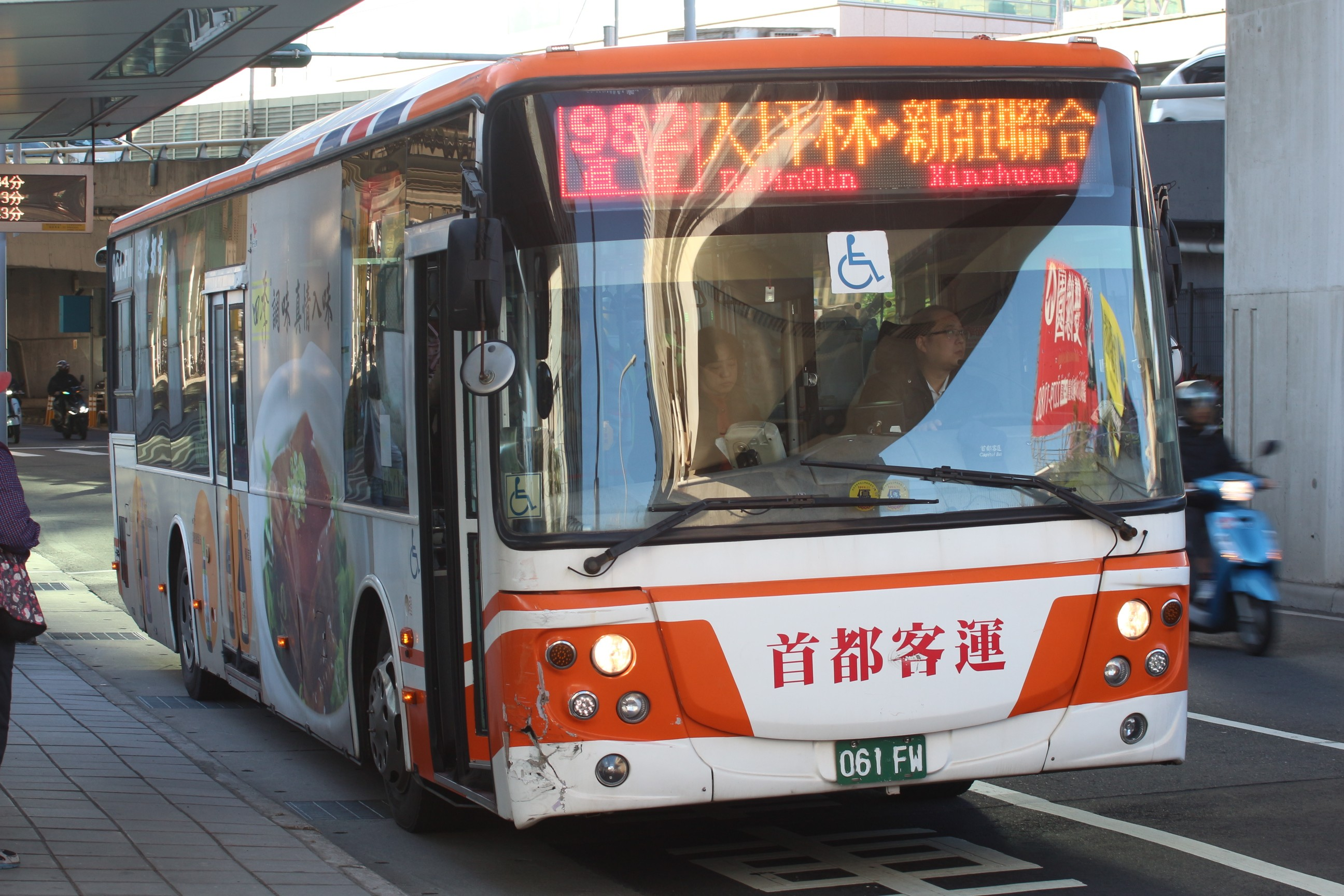
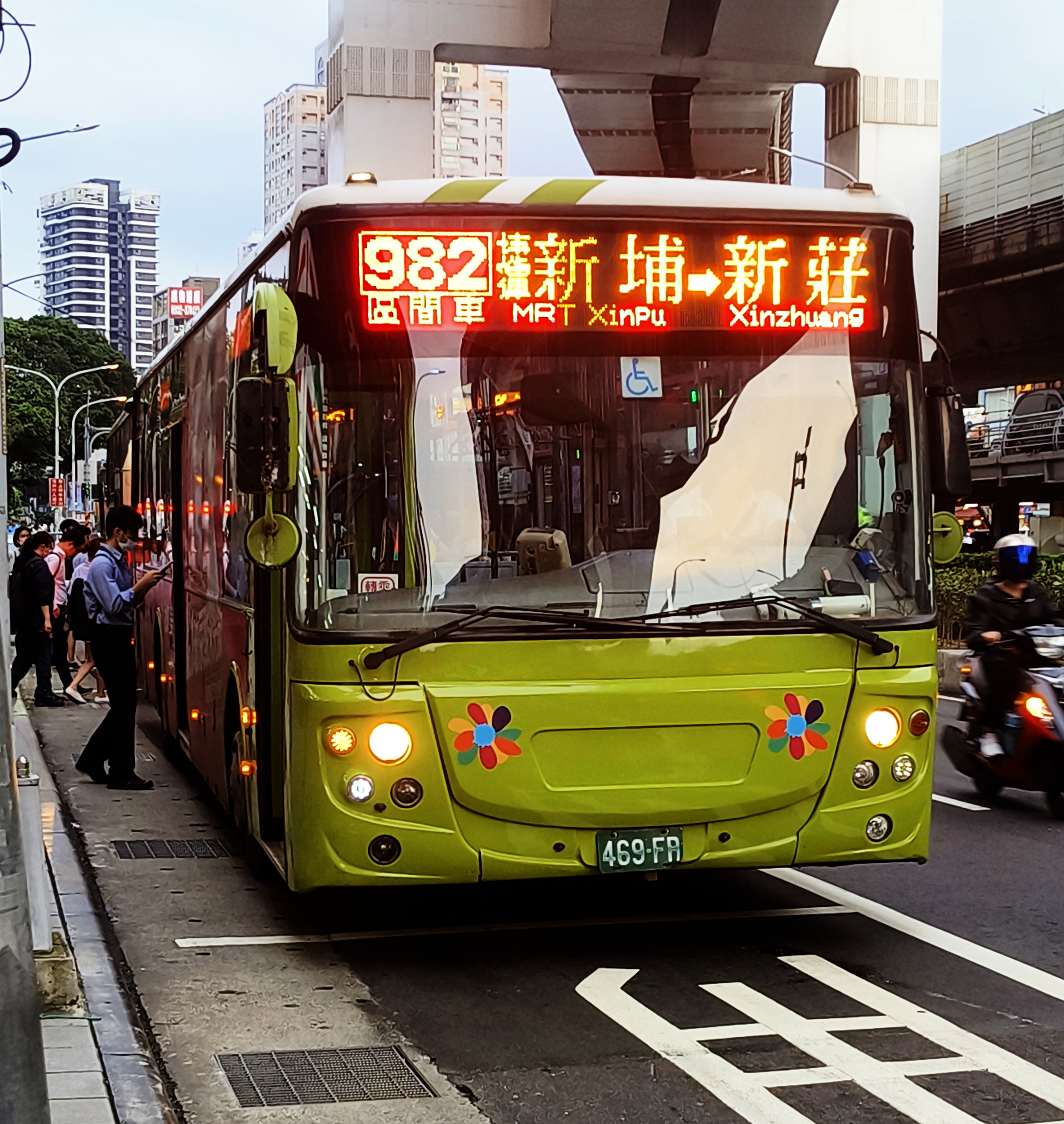

## 外部連結
- 大都會客運（页面存档备份，存于）
- 首都客運（页面存档备份，存于）
- 大臺北公車982
- 大臺北公車982直達
- 大臺北公車982直達新埔線
- 大臺北公車982區
- 暢行台北公車客運資訊站的Facebook專頁